# Inside The Whale
Inside The Whale var en dansk musikgruppe, der blev dannet i 1991 i den lille by Lind uden for Herning. De spillede i starten mest grungemusik inspireret af Nirvana. De fik dog først deres rigtige gennembrud, da de begyndte at lave musik på dansk.
Deres vel nok største hits er "Hvor er tiden, der ta'r os", "Jeg vil være din mand", "Louise", "Lommerne fulde af drømme" og "Kun dig og mig". Gruppen blev opløst i 2001.

## Medlemmer
- Marcus Winther-John, sang og guitar
- Lars Skjærbæk, guitar
- Troels Skjærbæk, bas
- Peter Bjerrum, trommer (1991-1997)
- Tobias Folting, trommer (1997-2001)

## Diskografi
- In Nature's Uniform (1994)
- Jack In The Box (1995)
- Rebeller Uden Sag (1998)
- Tænk Hvis Du Gik Glip Af Noget (2000)